# Homélie

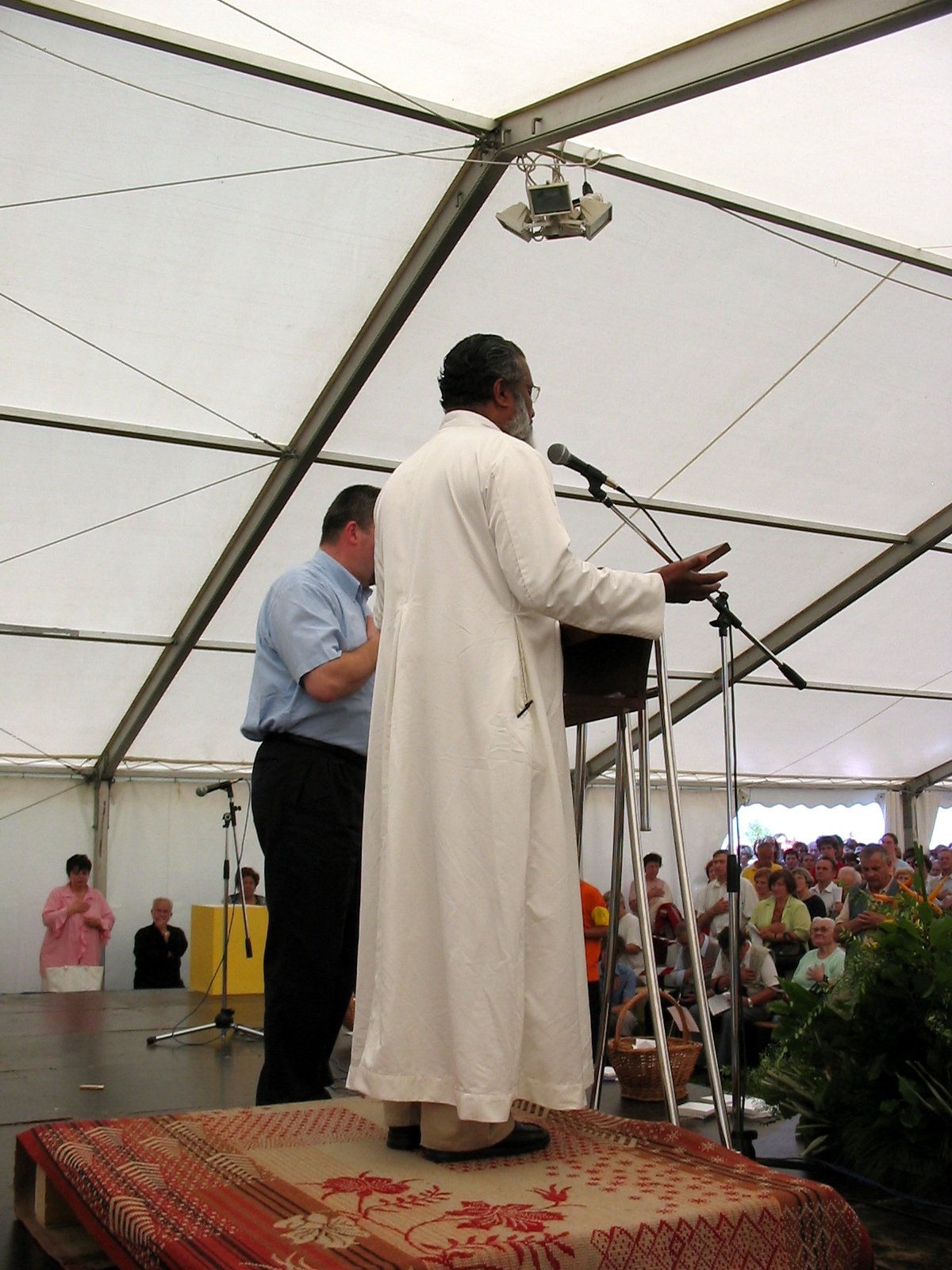
Homélie prononcée par le missionnaire salésien indien James Manjackal en 2005 à Kurešček en Croatie.

Une homélie est, dans plusieurs confessions chrétiennes, un commentaire oral de circonstance prononcé au milieu du service liturgique, après la lecture de l'Évangile et avant l’Eucharistie, et prenant toujours comme point de départ un extrait des Saintes Écritures. Le mot est devenu synonyme de « sermon ». L’homélie a représenté un moyen efficace de propager la foi chrétienne dans toutes les couches de la société.

## Origine
Le mot « homélie » vient du latin homilia, dérivé du grec ancien : ὁμιλία, homilía. Le mot désignait à l’origine aussi bien une réunion, ou une association de personnes qu’une relation ou conversation familières, informelles. Homilia comme sermo renvoient ainsi à des actes ordinaires de communication entre les individus, sens bien différent de celui que ces mots prendront plus tard chez les chrétiens.
L'homélie chrétienne désigne un acte liturgique de prédication devant l’ecclesia dont la finalité est clairement pédagogique ; en d’autres termes, l’homélie chrétienne est un instrument de catéchèse. À l’origine, on trouve l'homélie synagogale en usage dans le judaïsme depuis Esdras et à l'époque de Jésus. Des chercheurs tels que Maurice Sachot ont démontré l'influence de cette pratique sur le christianisme primitif mais aussi sur les sermons de Jésus lui-même. À partir de la conversion de Constantin en 313, l’homélie connaît un brusque surcroît d’intérêt dans la population urbaine ; « elle  plonge alors ses racines dans l’Empire et sa tradition oratoire d’enseignement urbain entretenue par les philosophes, les rhéteurs et les sophistes que nous pouvons considérer d’une certaine manière comme les précurseurs des orateurs chrétiens. En s’appropriant les procédés de l’éloquence et de la rhétorique païennes à des fins missionnaires, les évêques et presbytres perpétuaient donc sans solution de continuité une activité culturelle familière de la cité antique. »

## Description

### Des temps apostoliques au christianisme primitif
Aux Ier et IIe siècles apr. J.-C., la prédication demeurait le privilège des prophètes et des professeurs. Avec l’instauration de l’épiscopat, l’évêque devient le seul autorisé à prêcher et se réserve désormais la prérogative d’instruire la communauté des fidèles. Mais il peut, selon les besoins ou commodités du moment, déléguer cette responsabilité aux presbytres, comme le fit Flavien avec Jean Chrysostome. Dans l’Antiquité, l’homélie était prononcée, comme de nos jours, après les lectures et avant l’Eucharistie. Pendant le Carême et la semaine de Pâques, l’officiant était tenu d’élaborer un répertoire d’homélies spécifiques. Le contenu du prêche conjuguait fréquemment l’exégèse biblique proprement dite avec des observations de discipline et de morale religieuses. Les homélies pouvaient être lues, récitées de mémoire ou improvisées, comme dans le cas de Jean Chrysostome. Habituellement longues, elles s’étendaient entre 44 et 70 minutes, selon la période de l’année, les fidèles demeurant debout pendant toute cette durée.
Aux IIe et IIIe siècles, l’éloquence chrétienne est représentée par Clément d'Alexandrie, Hippolyte de Rome et Origène. Ce n’est qu’au IVe siècle que la prédication chrétienne connaît son plein épanouissement avec Basile de Césarée, Grégoire de Nysse, Grégoire de Nazianze, Ambroise de Milan, Augustin d'Hippone, et Jean Chrysostome. L’homélie eut ainsi pour fonction de rappeler à un public parfois illettré l’enseignement des Écritures et de fixer les grandes orientations de l’Église en matière de doctrine morale. En ce sens, elle fut un instrument rhétorique d’éducation et joua un rôle capital dans l’établissement du christianisme au IVe siècle.

### À l’époque moderne
Catholicisme
Dans l'Église catholique, l'homélie peut être prononcée par un prêtre ou un diacre.
L'homélie consiste, en suivant le développement de l’année liturgique, à expliquer la foi et la vie chrétiennes à partir de la Bible. Elle est recommandée comme faisant partie de la liturgie elle-même. Lors des messes célébrées avec le concours du peuple les dimanches et jours de fête de précepte, on ne l’omet que pour un motif grave.
Elle est donnée juste après la lecture des textes bibliques du jour (en clôture de la liturgie de la Parole). Elle est suivie d’un temps de recueillement, avant le Credo (s'il y a lieu) et la poursuite de la célébration par la liturgie eucharistique.
Le pape Benoît XVI, dans l’exhortation apostolique postsynodale Sacramentum Caritatis, insiste sur la qualité de l’homélie et sur sa vocation catéchétique.
Orthodoxie
Dans la tradition orthodoxe, les homélies suivent les enseignements des Pères de l’Église. Olivier Clément a fait à ce jour[Quand ?] la meilleure traduction de leurs écrits[réf. souhaitée] dans la Philocalie. Dans leurs homélies, les orthodoxes vont maintenir la continuité avec la tradition théologique et spirituelle de l’Église primitive. Les orthodoxes vont souvent considérer leurs homélies plus théologiques et mystiques. Ils vont mettre l’accent sur la transformation spirituelle, la prière et la vénération des icônes.
Luthéranisme
Anglicanisme